# Микола II (російський імператор)
Микола II Олександрович Гольштейн-Готторп-Рома́нов (6 (18) травня 1868 — 17 липня 1918 ) — останній всеросійський імператор (1 листопада 1894 — 15 березня 1917), цар Польський та великий князь Фінський. За ходинську трагедію  отримав прізвисько «Кривавий». Старший син Олександра III та Марії Федорівни. Його правління було ознаменоване ростом економічного розвитку імперії, однак розвивався і революційний рух, посилювалося незадоволення серед різних народів; був проведений перший в історії імперії перепис населення. За його правління відбулась програшна війна з Японією. В 1914 році за керівництва Миколи II російська імперія вступила в Першу світову війну. В імперії відбулося дві революції (1905–1907 і 1917). Внаслідок останньої відрікся від престолу; 1918 року розстріляний більшовиками як звичайний громадянин. Канонізований як святий російською православною церквою, визнається за святого українською православною церквою у єдності з МП, та кількома православними церквами що є сателітами РПЦ.. 
Продовжував внутрішню і політику свого попередника, спрямовану на зміцнення самодержавства, посилення репресій щодо національно-визвольного руху народів імперії. За Миколи II російська імперія зазнала поразки в російсько-японській війні 1904–1905 років. У період правління Миколи II відбулася перша російська революція 1905–1907 років, події якої примусили уряд піти на проведення обмежених конституційних реформ. За Миколи II Російська імперія вступила в Першу світову війну.
23 жовтня 1915 року Микола II зайняв пост верховного головнокомандувача російської армії. Невдачі на фронті, величезні втрати, розруха, голод викликали незадоволення монархією у всіх колах суспільства. Лютнева революція 1917 року в Росії ліквідувала монархію. 2(15) березня Микола II зрікся престолу. 8 (21) березня 1917 року був заарештований в Олександрівському палаці (Царське Село) і відправлений в Тобольськ, а згодом у Єкатеринбург. У ніч із 16 на 17 липня 1918 року Миколу II, як колишнього імператор та членів його сім'ї було розстріляно більшовиками в Єкатеринбурзі.
На правлінні Миколи II закінчилося 300-річне правління царсько-імператорського дому Романових, російської монархії та існування самої Російської імперії як держави.

## Загальна характеристика політики і особи
Феодальна, з 90 % селянського населення держава, яка відстала від Західної Європи і Америки майже на цілу епоху, ввійшла в смугу модернізації та індустріалізації, яка напружила та ламала стару соціальну феодально-станову структуру російського суспільства. Великий вплив на світогляд молодого імператора мав його вихователь та «сірий кардинал» правління його батька — вкрай консервативний правознавець Костянтин Побєдоносцев.
Замість реформ, які були потрібні країні, Микола вдався до містики, легко підпадав під вплив усіляких пройдисвітів-«ясновидців», на кшалт відомого авантюриста-чаклуна Григорія Распутіна. Микола також легко піддався впливу придвірних та різноманітних радників з ультра-консервативної аристократії. Замість політичної лібералізації імператор зробив ставку на жандармський репресивний апарат, політичні провокації та репресії. Це був період створення проурядових «чорносотенних» організацій та провокації єврейських погромів; розстріл народної демонстрації 9 січня 1905 року в Петербурзі, яка призвела до революційного вибуху 1905–1907 років, та судова справа за повністю сфальсифікованим звинуваченням у «ритуальних убивствах» православних слов'янських дітей євреями — «Справа Бейліса» (1913).
Особливе місце в правлінні Миколи II посідало його загравання з ліберальними, підприємницькими та заможними класами країни — імператорський Маніфест про дарування «конституційних свобод» та створення першого в історії російського парламенту — державної «Думи», а потім її придушення.
Продовжував реакційну внутрішню і зовнішню політику свого попередника — також не дуже освіченого та культурного свого батька Олександра III, спрямовану на зміцнення самодержавства та посилення репресій щодо національно-визвольного руху народів імперії.

## Коронація. Ходинська трагедія
14 травня 1896 року в Успенському соборі Московського кремля був коронований Микола ІІ. На честь цієї події були організовані урочистості, а також запланована роздача продуктових пайків для простого люду. До складу подарунку входило півфунта ковбаси, сайка, трохи цукерок, горішків, пряники, а також емальована кружка. Місцем роздачі пайків було обрано Ходинське поле на околицях Москви, що слугувало полігоном для московського гарнізону. Чутки про можливість отримати дармові продукти пішли по усій Московській губернії, і до Москви потягнулися мешканці навколишніх сіл та містечок. Розуміючи, що подарунків на всіх не вистачить, москвичі вирішили піти на поле у ніч перед роздачею, аби зранку опинитись у перших рядах. Тиснява була неймовірна, і перші жертви з'явилися вже о третій годині ночі. Після початку роздачі пайків натовп кинувся до крамниць з продуктами; тих, хто падав затоптували в землю, багато загинуло, потрапивши в ями чи колодязі. За офіційними даними, загинуло близько 1400 чоловік, проте в реальності жертв було значно більше.
Дізнавшись про трагедію, Микола II вирішив продовжити святкування. Солдати терміново почали вивозити трупи з поля, аби встигнути до прибуття імператора. На полі відбувався концерт під керівництвом Сафронова, о 14-й годині прибув Микола II і прийняв парад. Не зважаючи на прохання скасувати святкування, Микола II поїхав на бал, який відкривав разом з графинею Монтебелло. За свою поведінку Микола II отримав прізвисько «Кривавий».

## Позбавлення трону
Цей процес був фактично розпочатий незабаром після відмови імператора Миколи II від 3-х прямих вимог до нього, отриманих від представників Англії, Франції та Італії, які були серед учасників шостої конференції країн-союзників по Антанті, що проходила в Петербурзі з 29 січня до 21 лютого 1917 року.
«У січні 1917 року в Петербург приїхала Союзна комісія „благородних“ італійців, французів і англійців (представників союзників Росії в Першій світовій війні — Ред.) і після наради з Гучковим, князем Львовим, Родзянко, генералом Полівановим, Сазоновим, англійським послом Б'юкененом та іншими опозиціонерами передали государю Миколі II наступні вимоги:
1. Введення в штаб верховного Головнокомандувача російської армії союзних представників з правом вирішального голосу.
2. Оновлення командного складу всіх російських армій за вказівкою держав Антанти.
3. Введення в Росії Конституції з відповідним міністерством.
На цих вимогах цар поклав наступні резолюції:
1. Зайве введення союзних представників в (російську армію — Ред.), бо своїх представників в союзні армії з правом вирішального голосу вводити не планую.
2. Теж зайве. Мої армії воюють з більшим успіхом, ніж армії моїх союзників.
3. Акт внутрішнього управління підлягає розсуду монарха і не вимагає вказівок союзників.
Після цього в англійському посольстві відбулося засідання за участю членів союзної комісії (Антанти — Ред.) і всіх вищезгаданих „опозиціонерів“. На ньому було вирішено — „кинути законний шлях і виступити на шлях революції“ при першому ж від'їзді государя до ставки. На посилення наклепницької агітації „вдячні і благородні союзні представники“, які втратили совість і честь і забули все, чим вони зобов'язані імператору Миколі II, видали гроші.»
Лютнева революція 1917 року в Росії скасувала монархію. 2 (15) березня Микола II зрікся престолу. 8 (21) березня 1917 року заарештований в Олександрівському палаці (Царське Село) і відправлений в Тобольськ, а згодом у Єкатеринбург. У ніч із 16 на 17 липня 1918 року Миколу II та членів його сім'ї розстріляли в Єкатеринбурзі.

## Вбивство

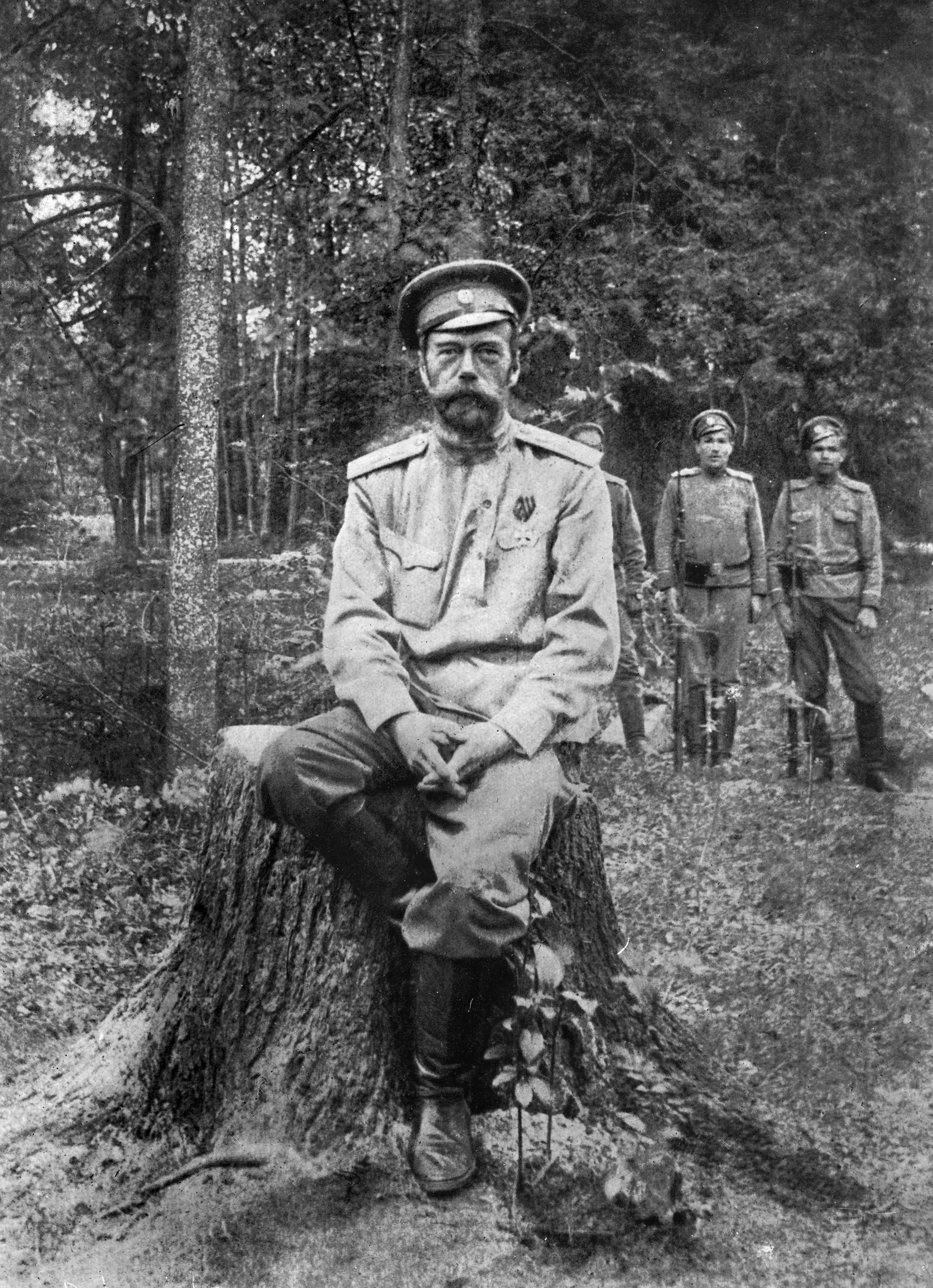
Микола II після зречення від престолу.

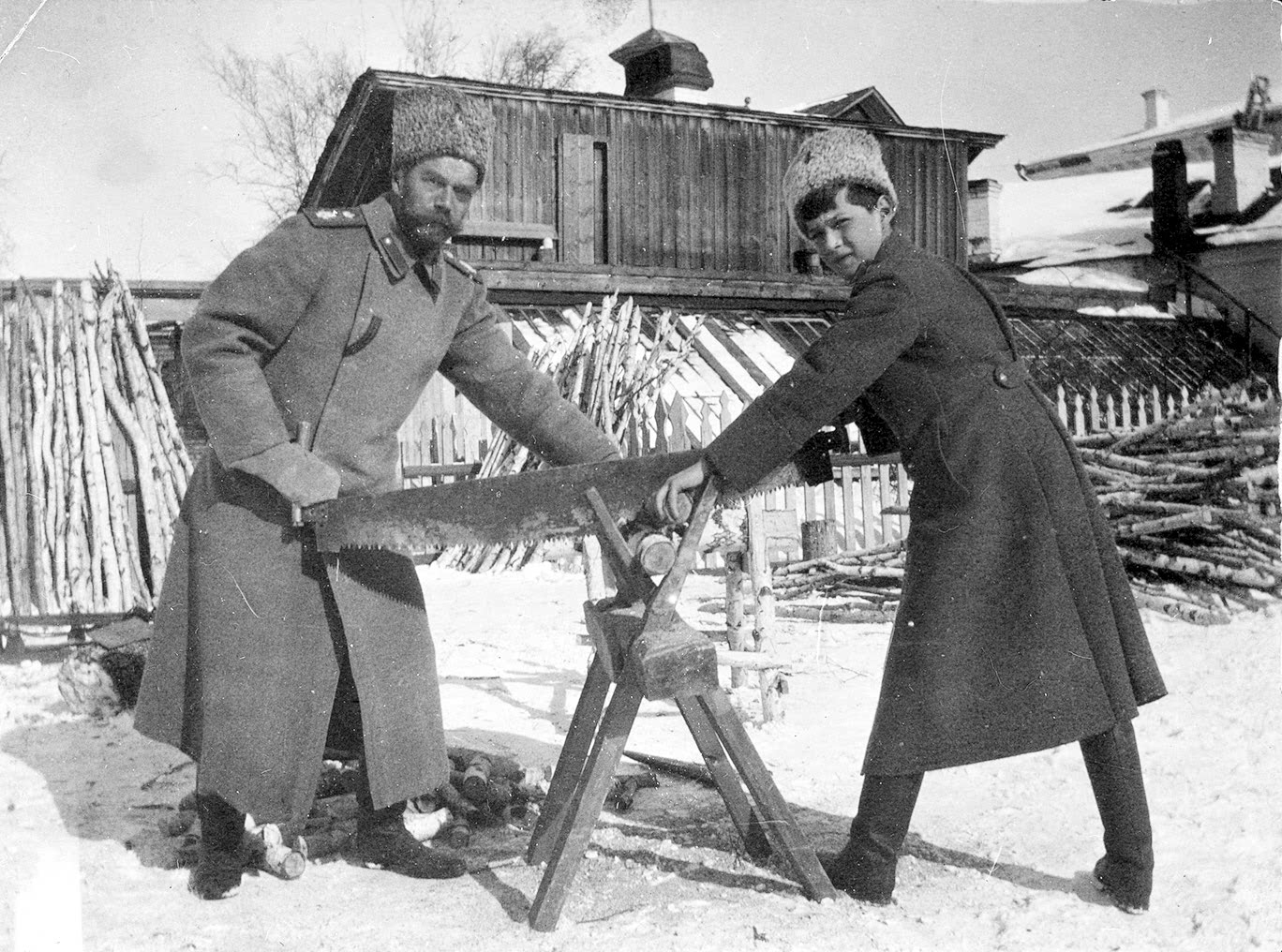
Микола II (ліворуч) за пилянням дров з єдиним сином-спадкоємцем — Олексієм, 1917

Розстрілом колишнього імператора, відставного полковника Миколи Олександровича Гольштейн-Готторп-Романова та членів його родини керував комендант Дому особливого призначення Яків Юровський. Близько першої години ночі він доручив лікарю Боткіну розбудити все сімейство сімейство Миколи, попросити його їх одягтися та вийти. Щойно Микола II вийшов у коридор, до нього звернувся Юровський. Він повідомив, що до Єкатеринбургу наближаються білі армії, і пояснив, що колишньому імператору треба спуститися у підвальне приміщення, щоб урятуватися від обстрілу. Микола II попросив узяти з собою два стільці — для себе та дружини.
Щойно колишній імператор та його сім'я опинилися у підвалі, з'явилися група, на яку було покладено виконання розстрілу. Юровський урочисто зачитав постанову Уралвиконкому. Микола II, не зрозумівши, про що йдеться коротко перепитав: «Що?». Саме в цей час виконавці підняли рушниці — усе стало зрозуміло. Як згадує один з охоронців, імператриця та донька Ольга намагалися перехреститися, але не встигли: почувся залп. Щоб провітрити приміщення від порохового диму, відкрили вікна та двері.
Мертві тіла почали укладати на носилки. Виявилося, що дехто з розстрілюваних були тільки сильно поранені, але живі. Стріляти повторно було не можна. Через відкриті двері постріли могли бути почуті ззовні. Тих, хто залишався живими, добили багнетами.

## Оцінки сучасників
Академік Іван Павлов: (Нобелівська промова, 1918)
|  | Візьміть нашу Думу. Як тільки вона збиралася, вона піднімала в суспільстві обурення проти уряду. Що у нас на троні сидів вирожденець, що уряд був поганий — це ми всі знали. Але ви вимовляєте запальні фрази, ви піднімаєте бурю обурення, ви хвилюєте суспільство. |

## Нинішні оцінки
- Від грудня 2005 нащадки імператорської сім'ї домагаються реабілітації розстріляної в 1918 році імператорської родини, однак Генеральна прокуратура Росії відмовляється визнавати загиблих жертвами політичних репресій, вважаючи їх жертвами кримінального злочину.

- Один із розстрільної команди вбивць Миколи II — більшовик Петро Войков: його ім'ям досі названі десятки топонімів, вулиць і визначних міст Росії — Москви[14][15], Єкатеринбургу, Іванова, Тули, Сочі, Воронежу та багатьох інших.

## Канонізація

### Позиція УПЦ (МП) і РПЦ
- У 1981 році Російською православною церквою закордоном члени сім'ї Миколи II були зараховані до лику святості «мученики».
- У 1999 року Микола II, а також члени його сім'ї стали блаженними двох єпархій УПЦ МП. Саме Українська Православна Церква почала процес Канонізації представників монаршого дому Романових за фактом Мучеництва. Варто відмітити, що на момент смерті Микола Гольштейн-Готторп-Романов був звичайним громадянином російської республіки і мова про його канонізацію як монарха взагалі недоречна.
- У 2000 році їх було приєднано до святих РПЦ. З 2000 року Микола II, а також загиблі від рук більшовиків члени колишньої монаршої родини Гольштейн-Готторп-Романових визнаються РПЦ як страстотерпці і мученики.

### Позиція ПЦУ
- Православна церква України поки не готова розглядати ідеї Канонізації Гольштейн-Готторп-Романових у рангу мучеників, як колишніх представників монаршого дому, загиблих від рук ворожого до християнства режиму російського більшовизму.

### Позиція Сербської православної церкви
- У 1938 році представники Сербської православної церкви висували пропозиції канонізації загиблих від рук більшовиків колишніх представників монаршого дому Романових.

### Позиція Константинопольської православної церкви і Світового православ'я
- Константипольська православна церква в Америці визнає Романових у лику святих мучеників і поминає їх пам'ять 17 липня.
- Антіохійська православна архієпархія Північної Америки визнає Романових як святих страстотерпців.

## Галерея

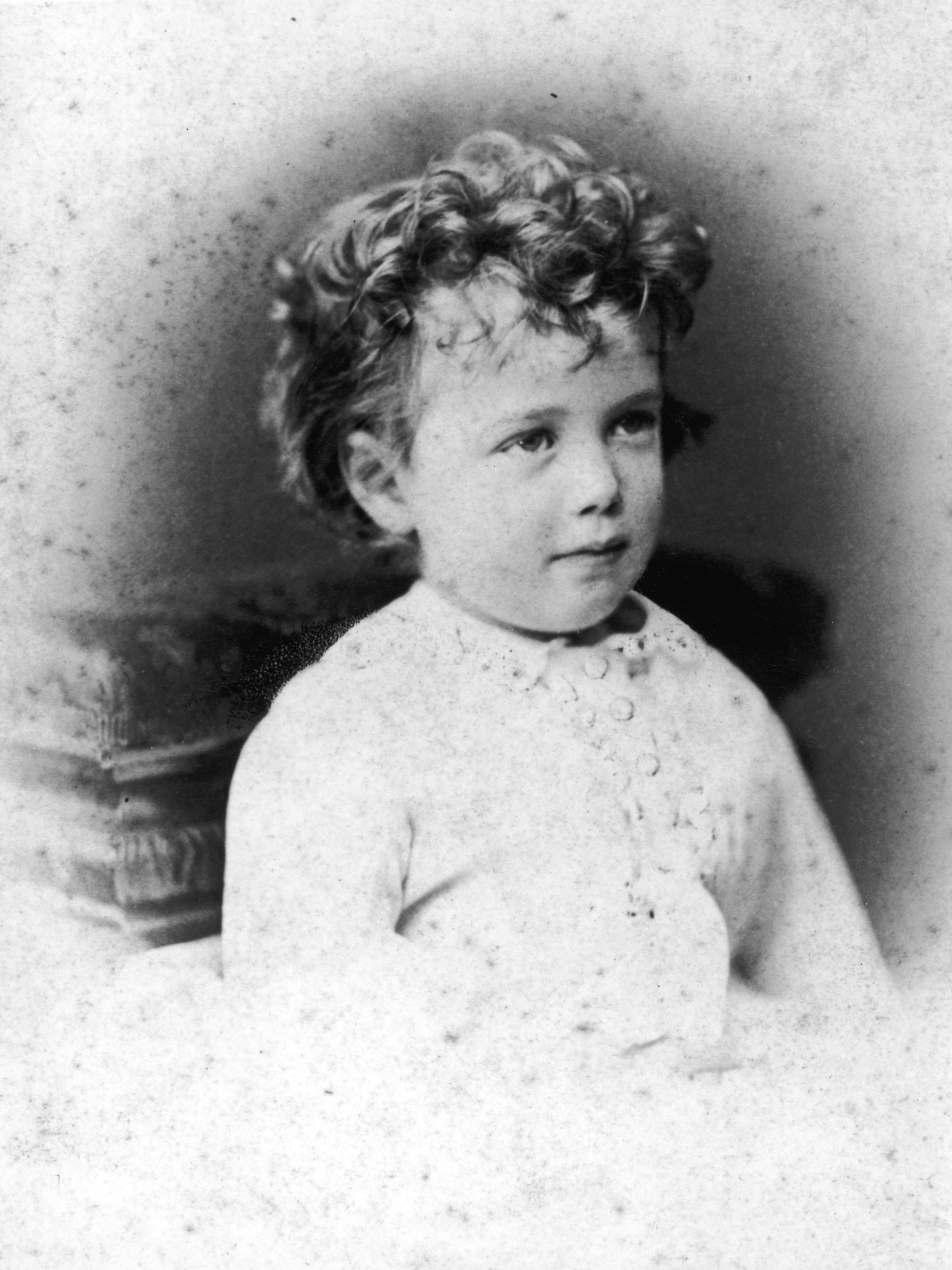
Великий князь Микола Олександрович у 3 роки
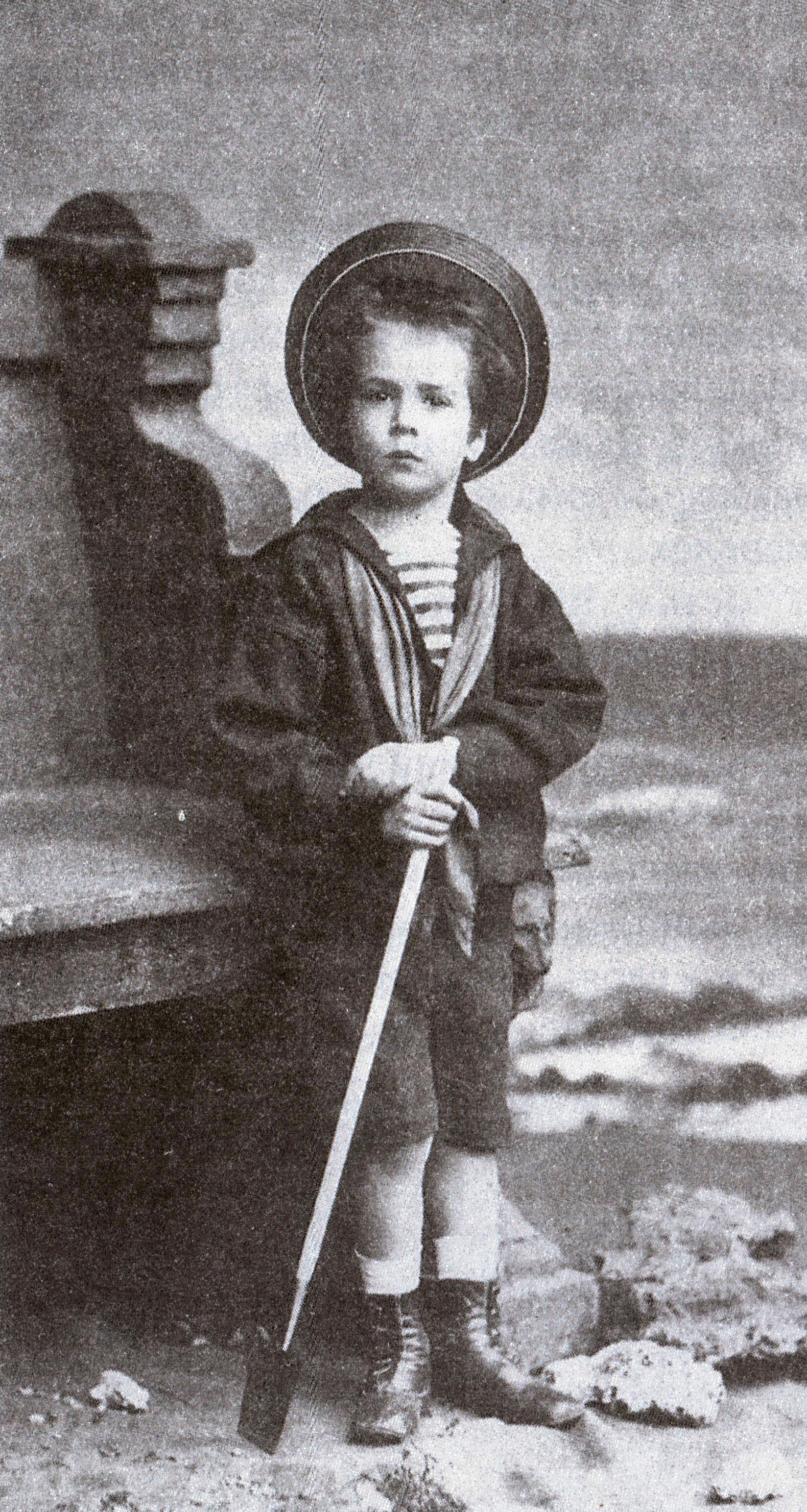
Микола в 5 років
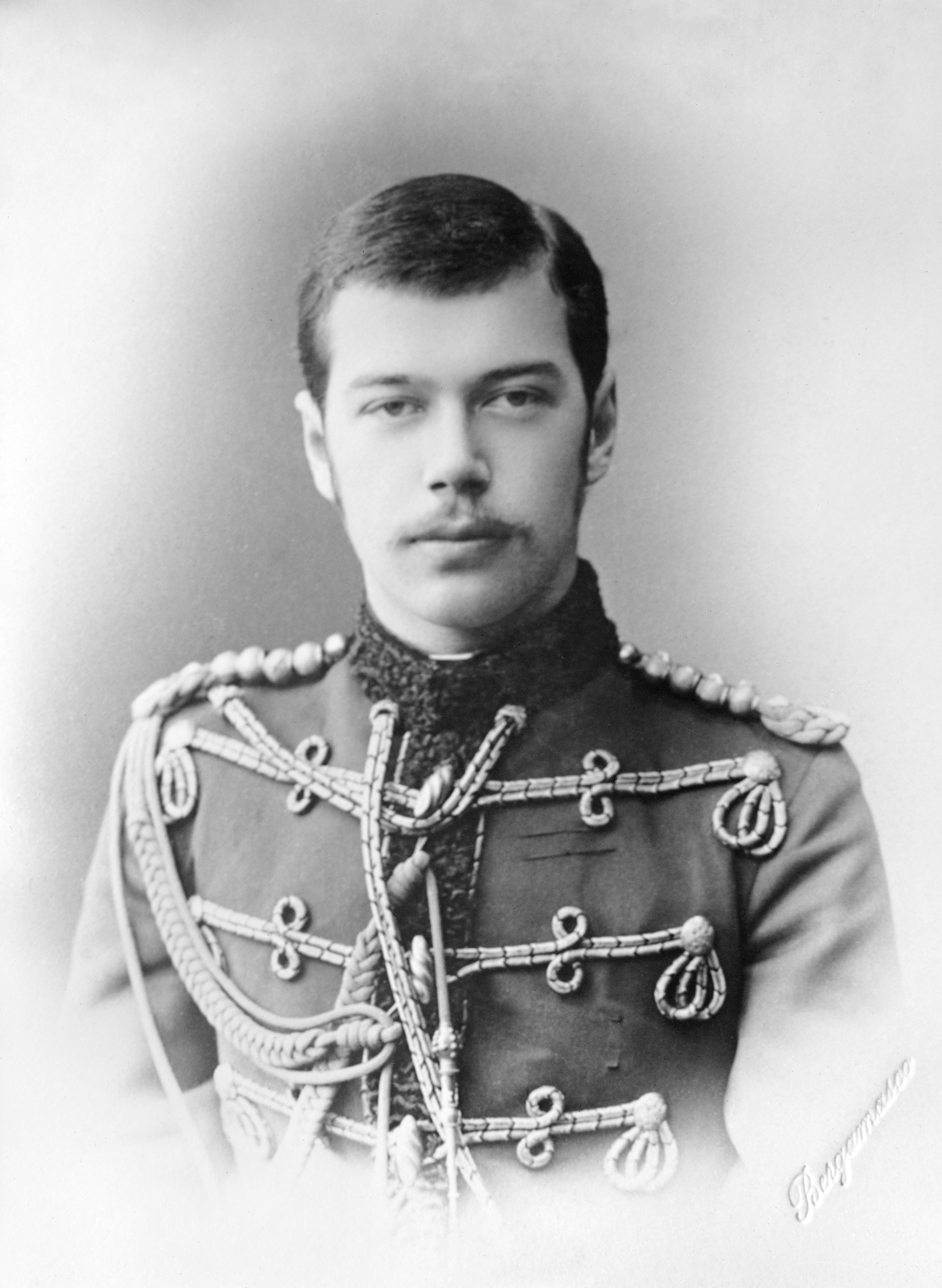
Цесаревич Микола Олександрович. 1889
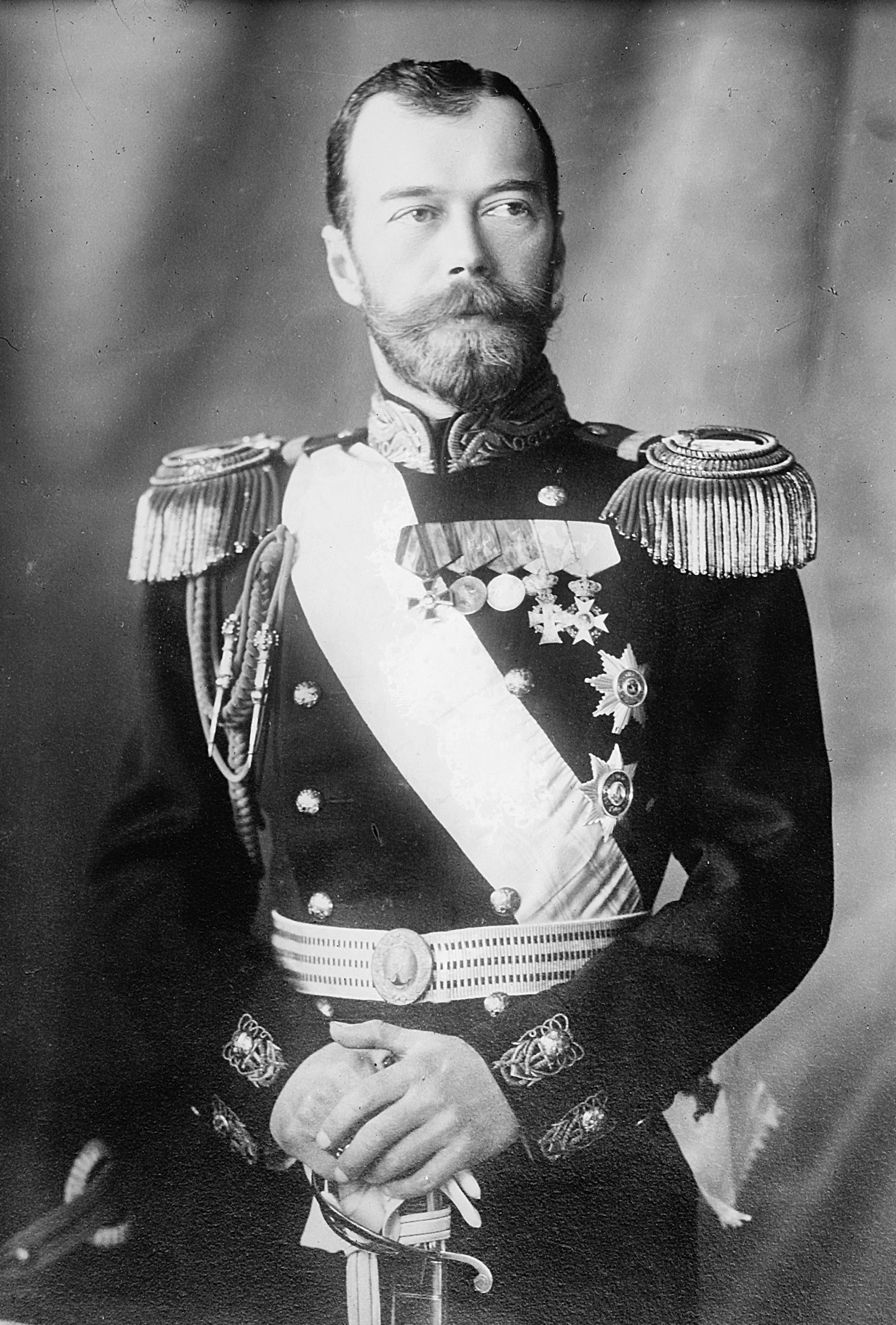
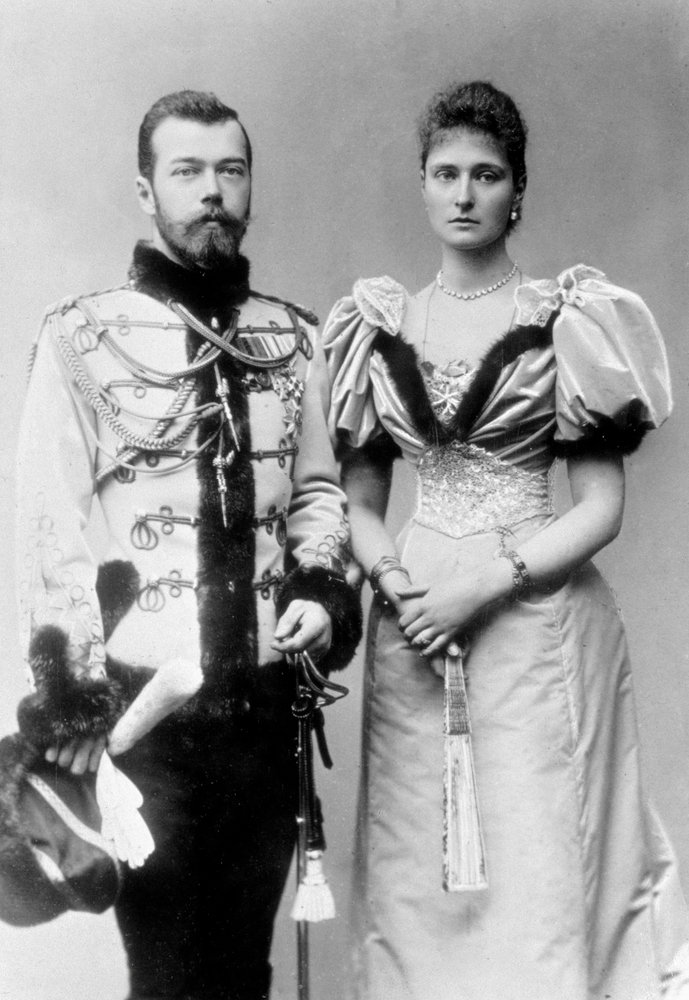
Імператор Микола II й імператриця Олександра Федорівна. 1896
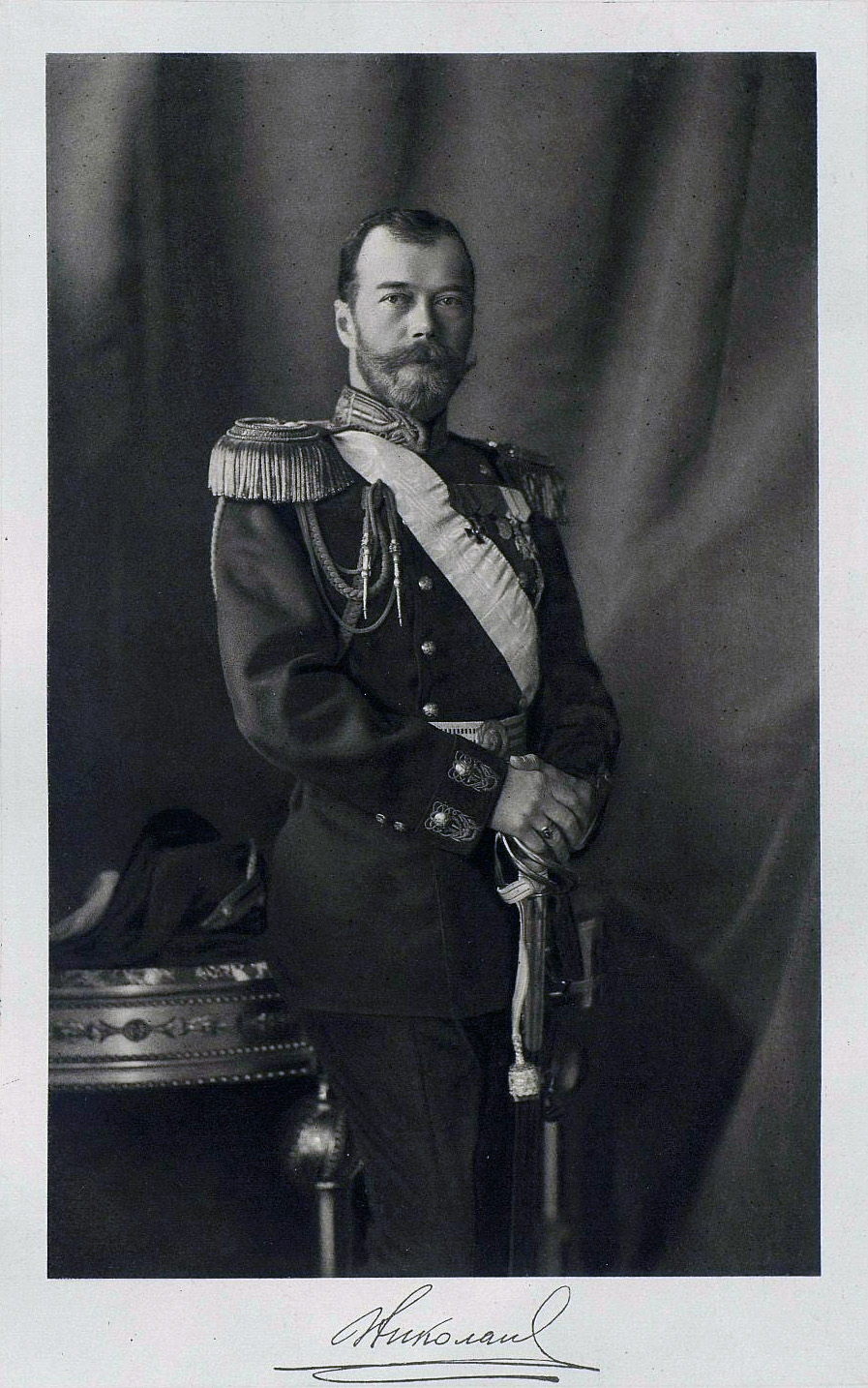
Микола II (1913)
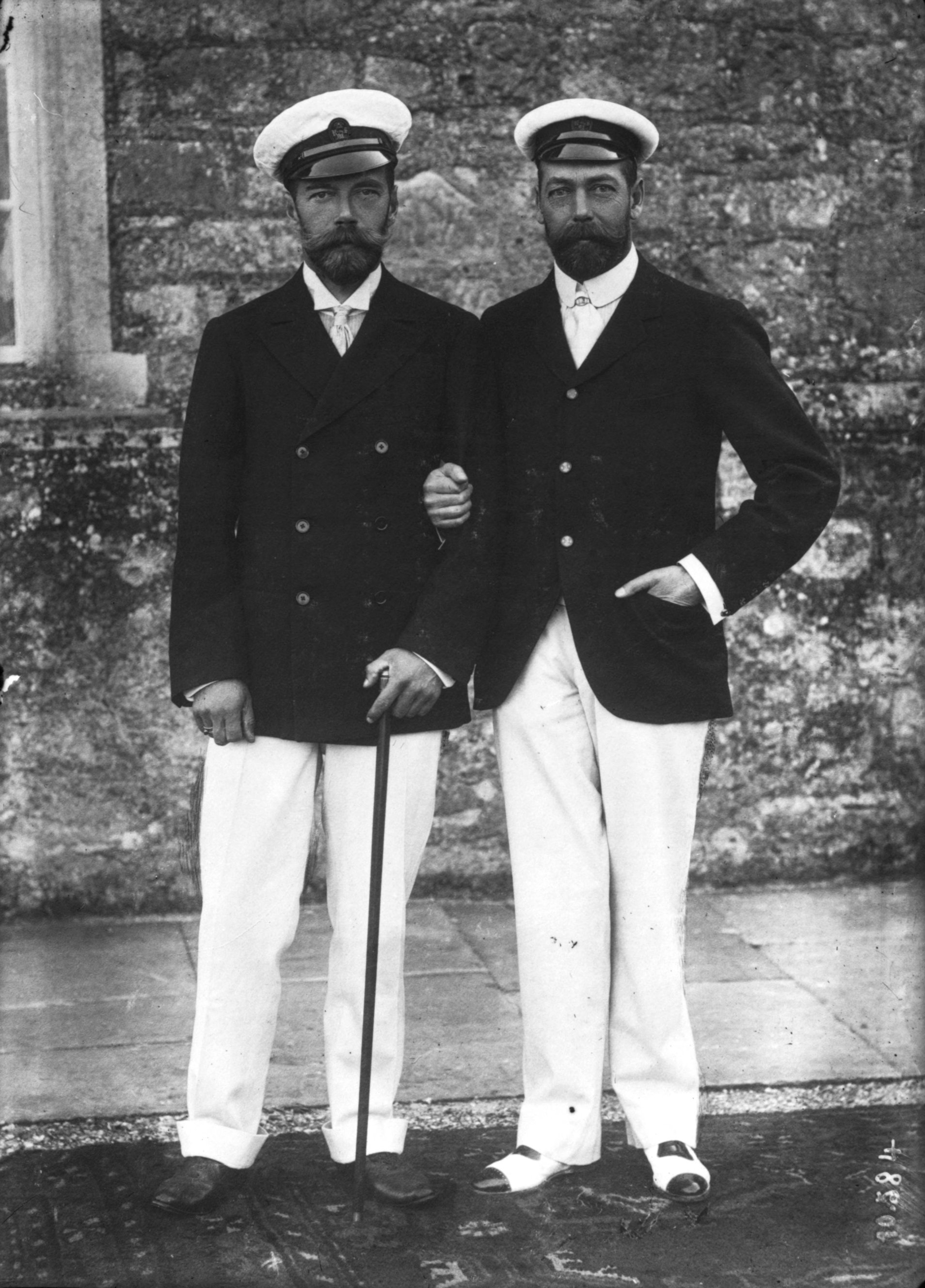
Микола II і Георг V
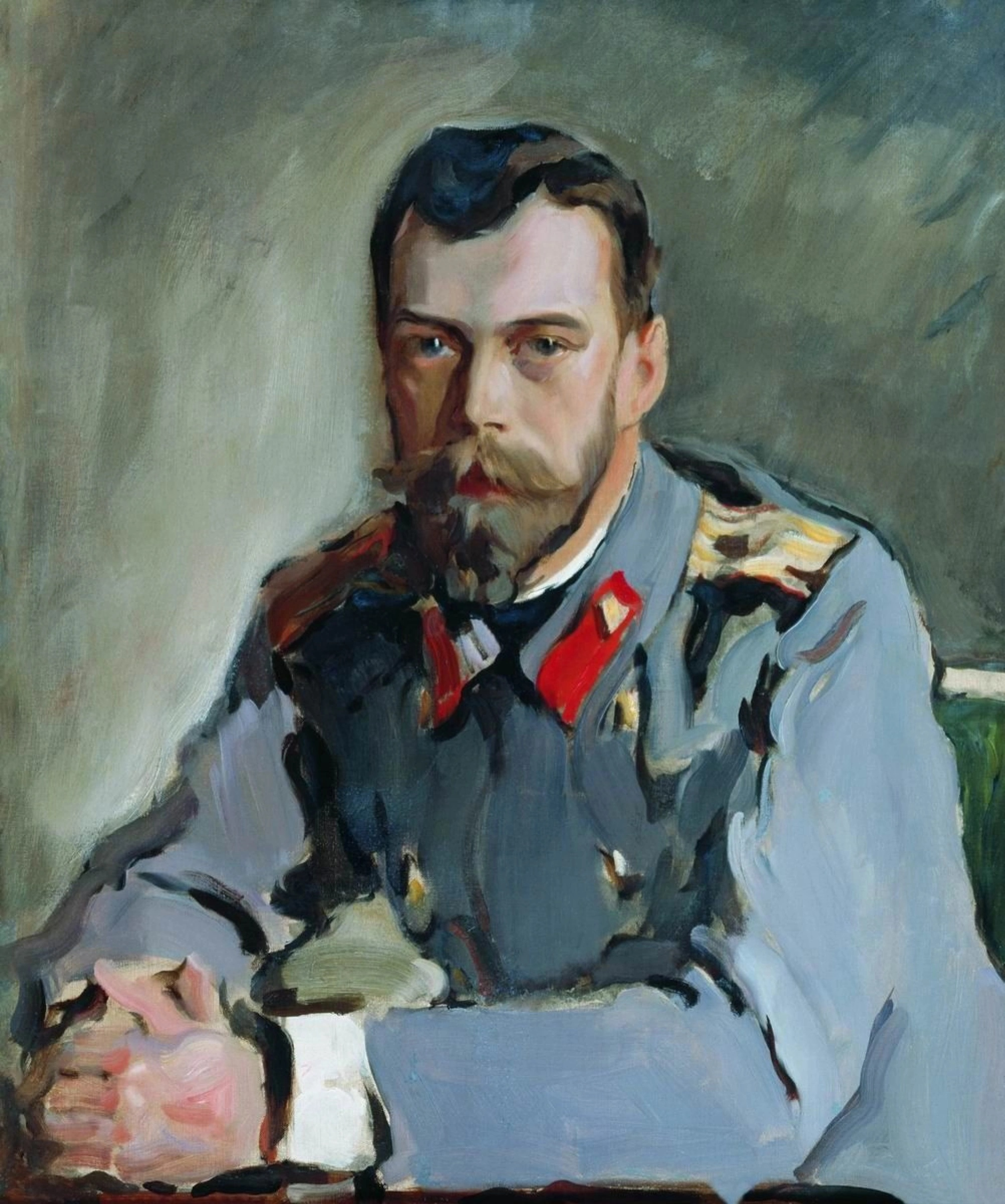
Валентин Сєров. «Микола II — Государ в тужурці»
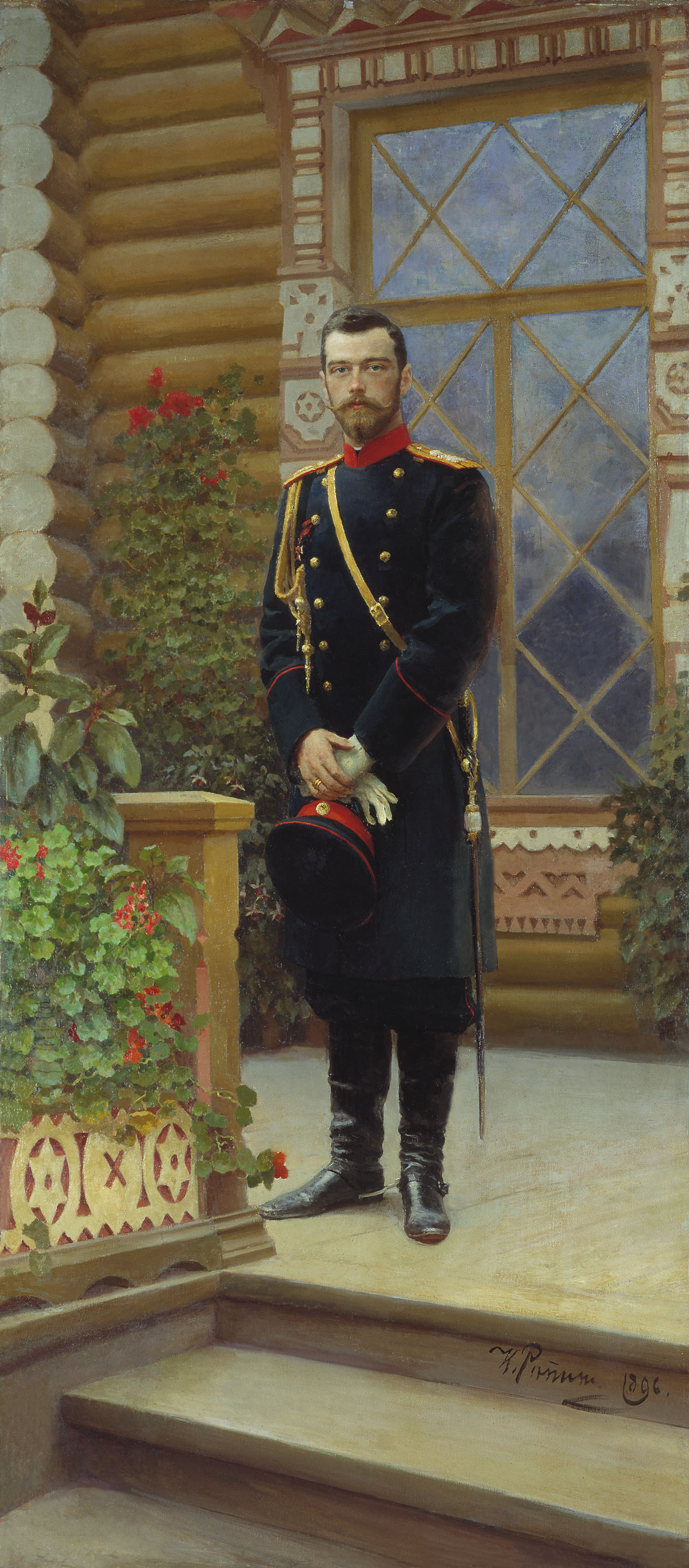
Ілля Рєпін. Портрет Миколи II, 1896
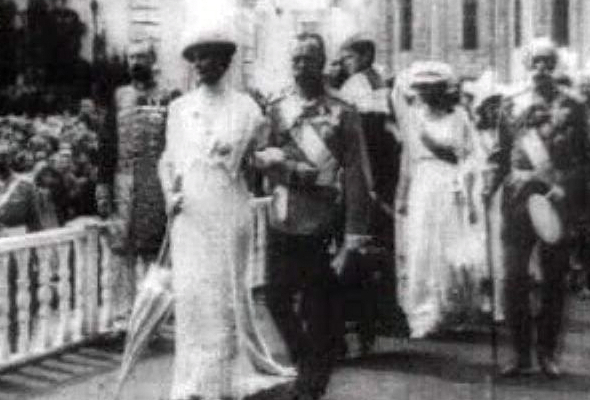
Микола II на святкуванні 300-річчя дому Романових
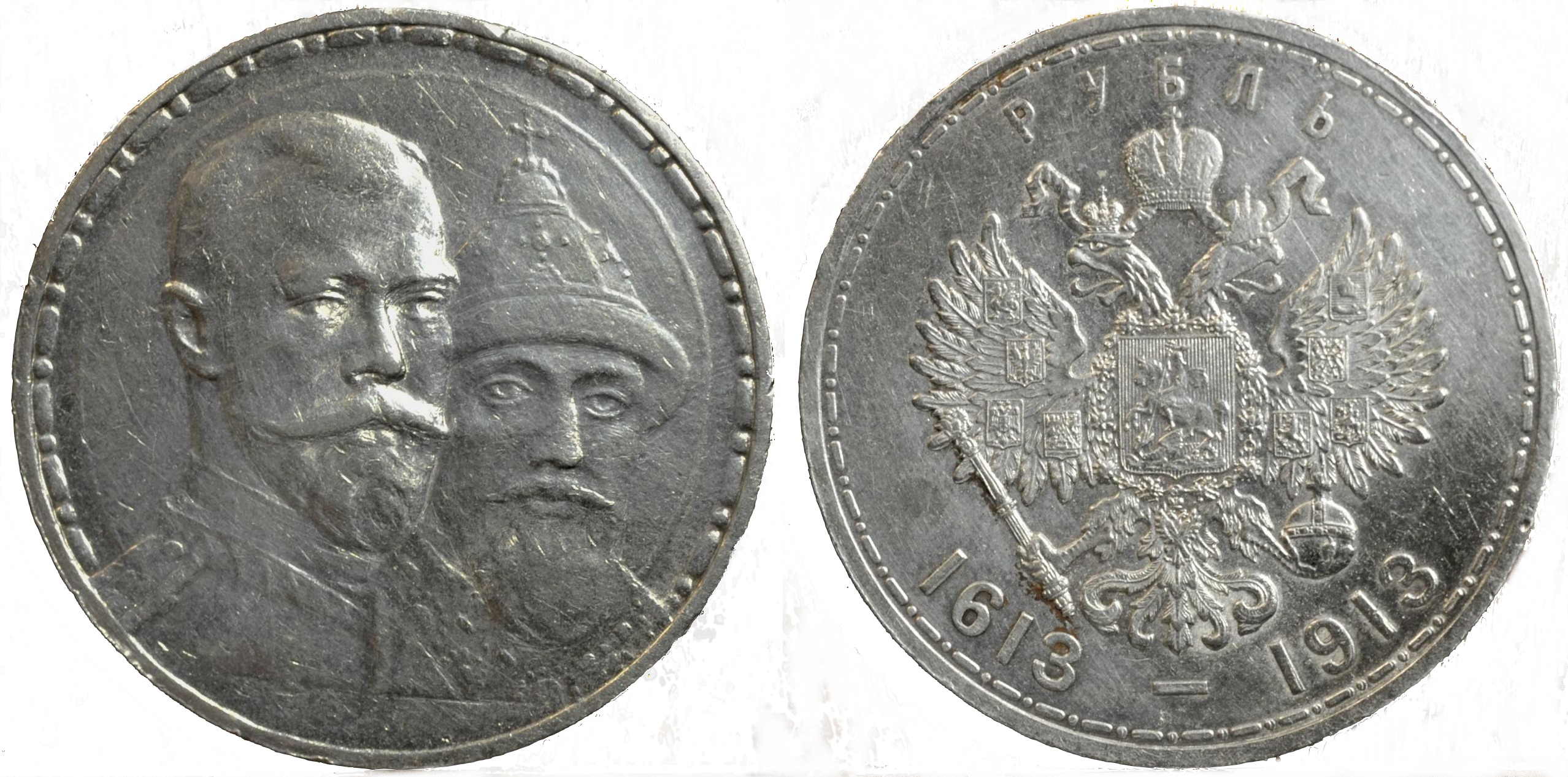
Ювілейний рубль 300 років дому Романових із зображеннями першого царя династії Михайла і Миколою II. Срібло, 1913, опуклий чекан